# Cookie Run
Cookie Run (en hangul, 쿠키런; romanización revisada, Kukileon) es una serie de videojuegos para móviles en línea desarrollada por la empresa surcoreana Devsisters. Inspirada en el cuento popular clásico El hombre de jengibre, la franquicia se desarrolla en un mundo de galletas de jengibre que fueron traídas a la vida en un horno por una bruja sin nombre. Cada juego presenta una mecánica en la cual las galletas corren para ganar puntos y artículos, superar obstáculos y luchar o escapar de los enemigos. La serie está disponible en dispositivos Android e iOS. Su lanzamiento más reciente, Cookie Run: Kingdom combina elementos de construcción de ciudades con combates en tiempo real.

## Modo de juego
La mecánica de la serie consiste en niveles de plataforma, donde las galletas corren para conseguir diversas recompensas. En los lanzamientos más recientes también es posible diseñar una ciudad con la finalidad de aportar varias comodidades para los personajes. El modo de juego principal consiste en presionar botones para saltar y deslizarse, evitando obstáculos mientras las galletas avanzan automáticamente. Si bien los elementos de las plataformas son limitados, la mayor parte de la duración de los niveles tratan de luchar contra varios enemigos con temática de postre en combate en tiempo real, a los que el jugador combate mediante su equipo de personajes. A lo largo del videojuego, se desbloquean galletas con diferentes roles destinados al ataque, la defensa y la curación. A medida que avanzan los niveles, el jugador obtiene diferentes recompensas que puede emplear para construir o mejorar edificios del reino, subir de nivel los personajes o bien para conseguir nuevas galletas.

## Títulos
| 2009 | Ovenbreak                       |
| 2010 |                                 |
| 2011 |                                 |
| 2012 | Ovenbreak 2                     |
| 2013 | Line and Kakao                  |
| 2014 |                                 |
| 2015 |                                 |
| 2016 | Cookie Run: Ovenbreak           |
| 2017 |                                 |
| 2018 | Cookie Run: CookieWars          |
| 2019 |                                 |
| 2020 | Cookie Run: Puzzle World        |
| 2021 | Cookie Run Kingdom              |
| 2022 |                                 |
| 2023 | Cookie Run: The Darkest Night   |
| 2024 | Cookie Run: Witch's Castle      |
| 2024 | Cookie Run: Tower of Adventures |
| 2024 | Cookie Run India                |
| TBA  | Cookie Run: OvenSmash           |

- OvenBreak: fue lanzado el 15 de junio de 2009; desde su publicación, se actualizó a su segunda versión el 11 de diciembre de 2012.[2] Un título separado, OvenBreak Infinity, tuvo su lanzamiento en septiembre de 2009.[3][4] A finales de 2010, OvenBreak Infinity alcanzó el primer puesto en la App Store de iOS en Estados Unidos, dentro de la categoría Principales aplicaciones gratuitas.[5]

- Cookie Run: fue lanzado originalmente para Kakao el 2 de abril de 2013[6] y fue el primer juego de Devsisters bajo la propiedad intelectual Cookie Run. Posteriormente fue publicado para LINE el 29 de enero de 2014, y desde entonces el juego ha tenido más de 114 millones de descargas.[7][8] El 5 de junio de 2018, la versión LINE de Cookie Run se dio de baja y se eliminó de Google Play Store y App Store.[9]

- Cookie Run: OvenBreak: tuvo un lanzamiento a nivel mundial (con la excepción de China) el 27 de octubre de 2016.[10][11] A finales de noviembre de 2018, Cookie Run: OvenBreak y Devsisters colaboraron con Sanrio para un evento de Hello Kitty del 29 de noviembre al 19 de diciembre.[12]

- Cookie Run: Kingdom: fue publicado en invierno de 2020 en ámbito global y tuvo su lanzamiento oficial en inglés el 21 de enero del año siguiente.[13] Cuenta con nuevos personajes y más de 200 niveles.

- Cookie Run: Witch's Castle es un videojuego de rompecabezas de bloques lanzado el 15 de marzo de 2024..[14]

- CookieRun: Tower of Adventures es un juego de acción de arriba hacia abajo que se lanzó el 25 de junio de 2024.[15]

- - Cookie Wars fue un juego derivado basado en la trama de los juegos anteriores de Cookie Run. Era un juego de defensa de torres para dispositivos móviles que se encontraba en fase beta cerrada, con alrededor de 10,000 usuarios probando el juego del 10 al 16 de abril.[16][17] Fue lanzado inicialmente en Tailandia, Hong Kong, y Canadá para posteriormente lanzarla mundialmente.[18][19] Devsisters aviso el 15 de abril de 2020 que el juego sería dado de baja, algo que se hizo un mes después.[20]

- - Cookie Run: Puzzle World (anteriormente llamado Cookie Run: JellyPop[21] y Hello! Brave Cookies)[22] es un videojuego de puzles de fichas lanzado de manera preliminar en mayo de 2019 y se presentó primero a los usuarios internacionales para obtener comentarios.[23] Luego se lanzó oficialmente en enero de 2020 en todo el mundo. El juego recibió varios nombres desde su beta, adaptando su nombre actual el 26 de julio de 2020.[24]

- - Cookie Run: OvenSmash se anunció en 2022 como un juego de lucha en 3D que llegaría para consolas y PC. No se ha revelado ninguna información más allá de su anuncio inicial.

- - Cookie Run: The Darkest Night es un juego de aventuras tipo-mazmorras de realidad virtual para Meta Quest, cuyo primer capítulo se lanzó el 30 de noviembre de 2023.

- - Cookie Run: India, una versión reelaborada de Cookie Run de Kakao exclusiva para el mercado indio, se lanzó el 11 de diciembre de 2024 y fue publicada por Krafton.

## Recepción
La serie Cookie Run en su conjunto ha tenido éxito a nivel internacional atendiendo al volumen de descargas; OvenBreak tuvo más de 10 millones de descargas y se clasificó como la aplicación gratuita más popular en la App Store en 20 países en 2012. Cookie Run para LINE ocupó el primer puesto en Tailandia y el cuarto en Taiwán en cuanto a ventas en 2014, mientras que registró más de 2,9 millones de usuarios diarios en Kakao en Corea en 2013. Cookie Run: OvenBreak se posicionó en la lista Apple's Best of 2017 de los 10 juegos gratuitos para iPhone y iPad más descargados. El juego también estuvo entre los 20 mejores juegos gratuitos para iPhone en 2017 en el sudeste asiático.